# 출혈수주
출혈수주(出血受注)는 일종의 덤핑이다. 즉 생산비·생산 원가를 하회하는 값으로 주문을 받는 것인데, 작업이나 거래선(去來先)을 확보하기 위하여 이루어지는 경우가 많다. 과잉생산 내지 수출부진의 산업 부문에서도 이 경향이 발생하기 쉽다. 미국군의 병기 특수(兵器特需)가 출혈수주라 하여 화제에 오른 일도 있다.